# Okiek (Sprache)
Okiek ist eine zu den Kalenjin-Sprachen gehörende südnilotische Sprache. Sie wird von der Ethnie der Okiek in West-Zentral-Kenia sowie in Tansania gesprochen.
Der Gebrauch der Sprache ist sehr stark rückläufig. Sie hat nur noch unter 500 Sprecher.